# Johannes Enger
Johannes Enger, född 9 augusti 1880 i Västra Sallerups socken, död 19 januari 1969 i Huddinge, var en svensk ämbetsman.
Johannes Enger var son till lantbrukaren Per Nilsson. 1898 började han arbeta som extra vaktbetjänt vid Postverket och blev 1900 extraordinarie postexpeditör. Efter att ha avlagt studentexamen i Malmö 1906 blev Enger 1907 postexpeditör. Han avlade juris kandidatexamen i Lund 1908 och blev 1909 förste postexpeditör. Enger blev 1913 notarie i Generalpoststyrelsen, 1917 postdirektör i Stockholmsdistriktet och 1933 byråchef i Generalpoststyrelsen. Från 1936 var han postsparbankschef i Generalpoststyrelsen. Enger arbetade även från 1908 som extraordinarie notarie i Svea hovrätt och blev 1909 extraordinarie notarie i Kammarrätten och Stockholms rådstuvurätt samt blev samma år extraordinarie kanslist i Justitierevisionen och 1910 tillförordnad amanuens där. Han tjänstgjorde 1912–1913 som notarie i riksdagens jordbruksutskott och var 1914 sekreterare där. Enger kallades 1942 att biträda som sakkunnig beträffande utvidgningen av intressekontorsrörelsen som ett första led i arbetet på en rationaliserad skatteuppbörd. Enger utsågs i samband med det att som särskild sakkunnig utreda frågan om sjöfolkets utskyldsbetalning.